# Bob Moore
Bob Moore   (Arizona, 7 d'abril de 1967), conegut també com a Bobby Moore, és un ex-pilot de motocròs nord-americà, Campió del Món de 125cc amb Yamaha el 1994.
El 1985, Moore guanyà el Campionat AMA de Supercross 125cc (West). Tot seguit, va passar a disputar el Campionat del Món, acabant segon rere Donny Schmit al Mundial de 125cc el 1990 i rere Stefan Everts el 1991. El 1992, tornà a quedar segon rere Schmit, aquest cop al Mundial de 250cc. Tornat a la categoria de 125cc, en guanyà finalment el Mundial el 1994. Durant la seva etapa a Europa va guanyar també dos Campionats d'Alemanya de motocròs (1989-1990) i un d'Itàlia (1992).

## Palmarès al Campionat del Món de Motocròs
| Any  | Motocicleta | 250cc | 125cc |
| ---- | ----------- | ----- | ----- |
| 1986 | Suzuki      | -     | 9è    |
| 1987 | Honda       | -     | 7è    |
| 1988 | KTM         | -     | 8è    |
| 1989 | KTM         | -     | 4t    |
| 1990 | KTM         | -     | 2n    |
| 1991 | KTM         | -     | 2n    |
| 1992 | Yamaha      | 2n    | -     |
| 1993 | Suzuki      | 11è   | -     |
| 1994 | Yamaha      | -     | 1r    |
| 1995 | Yamaha      | 8è    | -     |
| 1996 | Yamaha      | -     | 10è   |
| 1997 | Yamaha      | -     | 7è    |